# Divize D 1975/1976
V soubojích 11. ročníku Moravskoslezské divize D 1975/76 (jedna ze skupin 4. fotbalové ligy) se utkalo 16 týmů každý s každým dvoukolovým systémem podzim–jaro. Tento ročník začal v srpnu 1975 a skončil v červnu 1976.

## Nové týmy v sezoně 1975/76
- Ze III. ligy – sk. B 1974/75 nesestoupilo do Divize D žádné mužstvo.
- Z Jihomoravského krajského přeboru 1974/75 postoupilo vítězné mužstvo TJ Fatra Napajedla.
- Ze Severomoravského krajského přeboru 1974/75 postoupilo vítězné mužstvo TJ Baník Horní Suchá.

## Konečná tabulka
Zdroj: 
| Poř. | Tým                          | Z  | V  | R  | P  | VG | OG | B  |
| ---- | ---------------------------- | -- | -- | -- | -- | -- | -- | -- |
| 1.   | TJ Železárny Prostějov       | 30 | 17 | 6  | 7  | 50 | 29 | 40 |
| 2.   | TJ ZKL Brno                  | 30 | 15 | 7  | 8  | 43 | 22 | 37 |
| 3.   | TJ KPS Brno                  | 30 | 14 | 7  | 9  | 39 | 29 | 35 |
| 4.   | TJ JTT Veselí nad Moravou    | 30 | 12 | 10 | 8  | 34 | 30 | 34 |
| 5.   | TJ Moravská Slavia Brno      | 30 | 12 | 9  | 9  | 35 | 33 | 33 |
| 6.   | TJ Fatra Napajedla (N)       | 30 | 13 | 6  | 11 | 34 | 42 | 32 |
| 7.   | TJ Zbrojovka Brno „B“        | 30 | 12 | 7  | 11 | 37 | 31 | 31 |
| 8.   | TJ Modeta Jihlava            | 30 | 12 | 7  | 11 | 30 | 38 | 31 |
| 9.   | TJ VOKD Poruba               | 30 | 11 | 7  | 12 | 45 | 42 | 29 |
| 10.  | TJ US Uničov                 | 30 | 9  | 10 | 11 | 33 | 41 | 28 |
| 11.  | TJ Baník 1. máj Karviná      | 30 | 8  | 11 | 11 | 31 | 29 | 27 |
| 12.  | TJ Slavia Kroměříž           | 30 | 9  | 8  | 13 | 29 | 34 | 26 |
| 13.  | TJ Baník Horní Suchá (N)     | 30 | 9  | 8  | 13 | 38 | 51 | 26 |
| 14.  | TJ Baník Důl Doubrava-Orlová | 30 | 5  | 15 | 10 | 29 | 36 | 25 |
| 15.  | TJ Jiskra Otrokovice         | 30 | 10 | 5  | 15 | 37 | 47 | 25 |
| 16.  | VTJ Kroměříž                 | 30 | 5  | 11 | 14 | 27 | 37 | 21 |

Poznámky:
- Z = Odehrané zápasy; V = Vítězství; R = Remízy; P = Prohry; VG = Vstřelené góly; OG = Obdržené góly; B = Body; (S) = Mužstvo sestoupivší z vyšší soutěže; (N) = Mužstvo postoupivší z nižší soutěže (nováček)

|  | Postup do III. ligy – sk. B 1976/77                |
|  | Sestup do Jihomoravského krajského přeboru 1976/77 |